# Salamandra algira
La salamandra norteafricana, (Salamandra algira), es un anfibio caudado de la familia Salamandridae.

## Descripción
Salamandra con cuerpo delgado y cola relativamente larga y lateralmente aplanada, color de fondo negro o marrón oscuro, con manchas amarillas que no siguen ningún patrón. Existen individuos melánicos en las mesetas kársticas al norte de Tetuán (3) Algunos ejemplares poseen manchas rojas en la cabeza y en el cuerpo. Con una longitud de cabeza a cloaca de 200 mm, machos y hembras son de igual tamaño.

### Subespecies
- Salamandra algira algira, Bedriaga, 1883.
- Salamandra algira spelaea, Escoriza y Comas, 2007.
- Salamandra algira tingitana, Donaire Barroso y Bogaerts, 2003.

## Distribución
Distribución exclusivamente norteafricana, confinada al borde septentrional de Marruecos, Argelia y Túnez. En tiempos recientes se ha descubierto en la Ciudad Autónoma de Ceuta, constituyendo la única población en España.

## Hábitat
Especie considerada un elemento relíctico paléartico, de marcado carácter higrófilo y montano que solo ocuparía áreas montañosas muy húmedas, bosques de roble y mixtos, en Ceuta habita pinares de repoblación con suelos bien conservados.
Pasan el día debajo de troncos, piedras, en cuevas o en madrigueras abandonadas, la actividad se detiene durante el periodo estival.
Su distribución altitudinal se encuentra entre los 80 m s. n. m. a los 2.000 m s. n. m.

## Amenazas
La información corológica actual sugiere que su área de distribución en Marruecos está fragmentada, como consecuencia del un proceso continuo de desforestación y puesta en cultivo de amplias regiones. Es una especie que ha sufrido y sufre una acentuada regresión, con poblaciones muy reducidas o localizadas.
Debido a su reducida distribución, se encuentra clasificada en el Catálogo Español de Especies Amenazadas en la categoría de "Vulnerable".